# Adelocaryum capusii
Adelocaryum capusii är en strävbladig växtart som beskrevs av August Brand. Adelocaryum capusii ingår i släktet Adelocaryum och familjen strävbladiga växter. Inga underarter finns listade i Catalogue of Life.